# Abraham Lincoln Monument
L'Abraham Lincoln Memorial è una statua in pietra calcarea raffigurante il 16º Presidente degli Stati Uniti d'America, Abraham Lincoln. Opera di Samuel Cashwan, è situata di fronte alla Lincoln Middle School nel "Lincoln Consolidated School District", circa sei miglia (9,7 km) a sud di Ypsilanti (Michigan).
La figura di Lincoln, più grande della dimensione naturale (9 piedi e 8 pollici [2,95 m] di altezza) è racchiusa da due gruppi minori, uno appoggiato su un fascio e l'altro rappresentante una figura con catene spezzate.
L'idea originale nacque all'autore, che era impiegato dal Federal Art Project, nel corso di una sua visita nel Michigan diretta ad ispezionare diversi murales alla Lincoln School, i cui autori erano i fratelli Leon e Bronislau Makielski. Lì propose di creare la statua nel caso gli studenti avessero accettato di contribuire ai lavori necessari per abbellire l'area nella quale sarebbe stata eretta la scultura.
Cashwan scolpì la statua in tre fasi: "i ragazzini più giovani scavarono l'area per il basamento (1), mentre i più grandi versarono il cemento (2); tutte le mani si unirono partecipando attivamente (3)".. Il lavoro fu svelato ufficialmente il 4 maggio del 1938, anniversario della sepoltura di Lincoln
Nel corso degli anni la statua è andata piuttosto degradandosi, il volto ha subito ripetuti vandalismi e vi è stata versata sopra della vernice.